# MU330
MU330（エム・ユー・スリー・サーティー）は、1988年にセントルイス大学高校の同級生によって結成されたアメリカ合衆国ミズーリ州セントルイスのスカコアバンド。
自称『サイコ・スカ・バンド』。 

## メンバー

### 現在のメンバー
- ダン・ポタスト (Dan Potthast) (Vo/G)
- テッド・モール (Ted Moll) (Dr)
- クリス・ディーボルド (Chris Diebold) (B)
- ロブ・ベル (Rob Bell) (Tb)
- ジェリー・ルンドキスト (Gerry Lundquist) (Tb)

### 元メンバー
- ジェイソン・ネルソン (Jason Nelson) (Vo)
- ジョン・スカヴァノーフ (John Skavanaugh) (Tp/Vo)
- ニック・バウア (Nick Baur) (Tp)
- マット・ノーブ (Matt Knobbe) (Sax)
- トレイゲン・ビルスランド (Traygen Bilsland) (Sax)

## ディスコグラフィ
- Press (1994)
- Chumps on Parade (1996)
- Crab Rangoon (1997)
- Split with Blue Meanies (1997)
- Split with Punishment Park (1998)
- Best of MU330 (1998)
- MU330 (1999)
- Winter Wonderland (1999)
- "Oh Yeah" Live (2001)
- Ultra Panic (2002)